# Pardosa laevitarsis
Pardosa laevitarsis là một loài nhện trong họ Lycosidae.
Loài này thuộc chi Pardosa. Pardosa laevitarsis được Hozumi Tanaka & Suwa miêu tả năm 1986.

## Hình ảnh

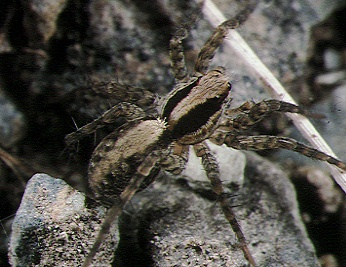